# Adinandra elliptica
Adinandra elliptica là một loài thực vật có hoa trong họ Pentaphylacaceae. Loài này được C.B.Rob. mô tả khoa học đầu tiên năm 1908.